# El portal de los obeliscos
El portal de los obeliscos (título original en inglés: The Obelisk Gate) es una novela de ficción especulativa escrita por la autora estadounidense N. K. Jemisin y publicada en agosto de 2016 por la editorial Orbit Books. La obra recibió en 2017 el premio Hugo a la mejor novela. Junto con La quinta estación y El cielo de piedra ✍ forma la llamada "Trilogía de la Tierra Fragmentada".

## Sinopsis
El portal de los obeliscos tiene lugar en un mundo con un único supercontinente llamado Quietud que sufre periódicas catástrofes climáticas. En él, ciertas personas denominadas orogenes poseen la habilidad de manipular la energía de la corteza planetaria y con ello provocar o prevenir terremotos, erupciones volcánicas y otros fenómenos geológicos.
La historia sigue los pasos de dos personajes: una madre (Essun) y su hija (Nassun), las cuales poseen un gran talento para la orogénia (una habilidad que les permite interactuar con la tierra de diferentes formas) y cuyos caminos se separaron antes de la nueva estación. Essun buscará reunirse de nuevo con su hija perdida, mientras que Nassun deberá aprender a sobrevivir en un mundo que se desmorona y con los peligros de sus recién descubiertas habilidades. Por el camino, ambos personajes empezarán a descubrir las verdades de su mundo y por qué se producen las quintas estaciones.